# Cosmocalyx
Cosmocalyx là một chi thực vật có hoa trong họ Thiến thảo (Rubiaceae).

## Loài
Chi Cosmocalyx gồm các loài: